# قلعه چشمه

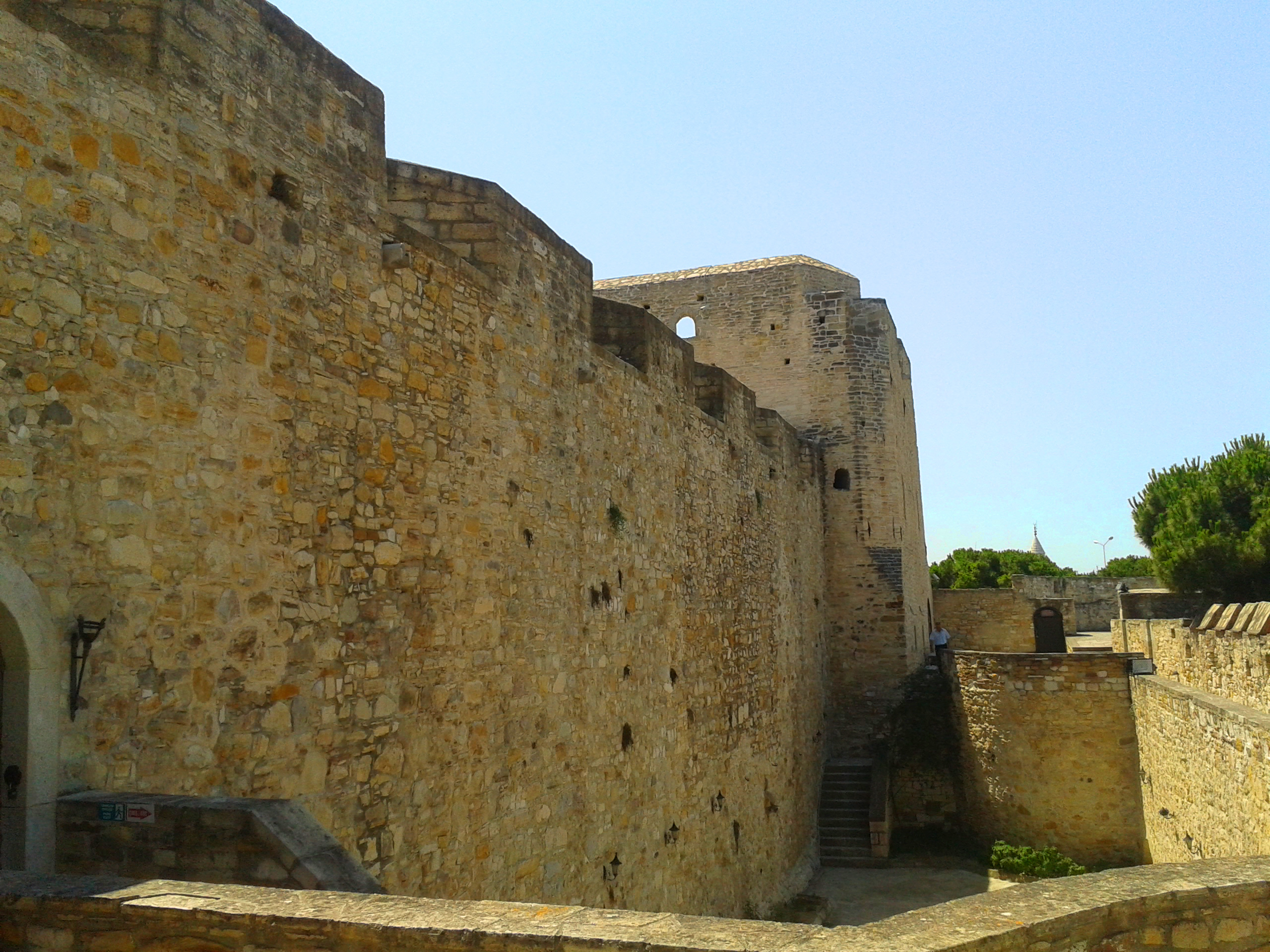
نمای شمالی قلعه

قلعه چشمه (ترکی استانبولی: Çeşme Kalesi) قلعه‌ای تاریخی در شهر چشمه ترکیه است. طی گسنرش امپراتوری عثمانی، چشمه در سال ۱۴۷۲ و در سال ۱۵۰۱ دو بار مورد حمله ونیزی‌ها قرار گرفت. این قلعه برای احتیاط در برابر حملات بعدی ساخته شده‌است. این بنا در سال ۱۵۰۸ در زمان سلطان عثمانی بایزید دوم ساخته شد. نماینده آن میر حیدر، فرماندار آیدین بود. این قلعه در ابتدا یک قلعه ساحلی بود اما به دلیل وجود رسوبات آبرفتی اکنون کمی در داخل دریا قرار دارد. این قلعه در سال ۲۰۲۰ به صورت آزمایشی در لیست میراث جهانی یونسکو قرار گرفت.